# جون لودون ماك آدم
جون لودون ماك أدم (بالإنجليزية: Loudon McAdam John)‏ هو مهندس اسكتلندي ولد في(21 أيلول / سبتمبر 1756 وتوفي في 26 تشرين الثاني / نوفمبر 1836).
كان المسؤول على الطرق في اسكتلندا ثم بريستول، ويعتبر أول من نفذ نظام تعبيد الطرق بالحجر المكسر الذي لا زال يحمل حتى الآن اسمه.
وأدخله فيما بعد إلى باريس بفرنسا في عام 1849.

## روابط خارجية
- جون لودون ماك آدم على موقع الموسوعة البريطانية (الإنجليزية)
- جون لودون ماك آدم على موقع إن إن دي بي (الإنجليزية)